# Phryganopteryx
Phryganopteryx là một chi bướm đêm trong họ Erebidae. Loài điển hình của chi này là Phryganopteryx strigilata Saalmüller, 1878

## Các loài
- Phryganopteryx convergens Toulgoët, 1958
- Phryganopteryx formosa Toulgoët, 1958
- Phryganopteryx griveaudi Toulgoët, 1958
- Phryganopteryx incerta Toulgoët, 1972
- Phryganopteryx inexpectata Rothschild, 1931
- Phryganopteryx intermedia Toulgoët, 1965
- Phryganopteryx lemairei Toulgoët, 1973
- Phryganopteryx nebulosa Toulgoët, 1958
- Phryganopteryx occidentalis Toulgoët, 1958
- Phryganopteryx pauliani Toulgoët, 1971
- Phryganopteryx perineti Rothschild, 1933
- Phryganopteryx postexcisa Rothschild, 1935
- Phryganopteryx rectangulata Kenrick, 1914
- Phryganopteryx rothschildi Toulgoët, 1958
- Phryganopteryx saalmuelleri Rothschild, 1924
- Phryganopteryx sogai Toulgoët, 1958
- Phryganopteryx strigilata Saalmüller, 1878
- Phryganopteryx triangularis Toulgoët, 1958
- Phryganopteryx viettei Toulgoët, 1961
- Phryganopteryx watsoni Toulgoët, 1977